# Nemocnice Sant Pau
Bývalá Nemocnice Svatého Pavla (katalánsky Hospital de Sant Pau) se nachází ve čtvrti El Guinardó v Barceloně ve Španělsku. Jedná se o komplex budov postavených v letech 1901–1930 podle návrhu katalánského architekta Lluís Domènech i Montaner. Společně s koncertním sálem Palau de la Música Catalana byla v roce 1997 zapsána na seznam světového dědictví.
Jako nemocnice plně fungovala až do roku července 2009, kdy byla vedle otevřena nová nemocnice a stavba následně prošla celkovou rekonstrukcí. Jako muzeum a kulturní centrum byla znovu otevřena v roce 2014.

## Historie
Ačkoli je soušasných 26 budov komplexu pochází z 20. století, Nemocnice svatého kříže (Hospital de la Santa Creu, později přejmenována na Sant Pau na počest bankéře Paua Gila, který zaplatil za budovy z 20. století) byla založena v roce 1401 spojením 6 manších nemocnic. Bývalá budova nemocnice poblíž centra Barcelony se datuje do 15. století a nyní v ní sídlí škola umění (Escola Massana) and Národní knihovna Katalánska (Biblioteca de Catalunya).